# Геленово-Нове
Геленово-Нове (пол. Helenowo Nowe) — село в Польщі, у гміні Пшасниш Пшасниського повіту Мазовецького воєводства.
Населення — 101 особа (2011).
У 1975-1998 роках село належало до Остроленцького воєводства.

## Демографія
Демографічна структура станом на 31 березня 2011 року:
|          | Загалом | Допрацездатний вік | Працездатний вік | Постпрацездатний вік |
| -------- | ------- | ------------------ | ---------------- | -------------------- |
| Чоловіки | 52      | 9                  | 34               | 9                    |
| Жінки    | 49      | 7                  | 26               | 16                   |
| Разом    | 101     | 16                 | 60               | 25                   |